# J. D. 월시
존 더글러스 월시(John Douglas Walsh, 1974년 12월 24일 ~ )는 미국의 각본가, 배우이다.
매디슨에서 태어났다.

## 출연 작품

### 영화
- Nathan's Choice (2001) - 단편
- 러브 리자 (2002, Love Liza)
- 나쁜 녀석들 2 (2003)
- 책 속에 오르가즘이 있다 (2006, Bickford Shmeckler's Cool Ideas)
- Hysteria (2010)
- 어메이징 스파이더맨 2 (2014년) - 닥터 잘링스 역

### 텔레비전
- Smart Guy (1997-99)
- 두 남자와 1/2 (2004, 2006-11) - 고든 역
- 스튜디오 60 (2007)
- CSI: 과학수사대 (2008)
- 아이칼리 (2010)
- 크리미널 마인드 (2011)
- 멘탈리스트 (2011)
- 본즈 (2013)
- 필라델피아는 언제나 맑음 (2015)
- 캐슬 (2016)
- 9-1-1 (2018)
- NCIS (2018)